# 1989 TA16
1989 TA16 är en asteroid i huvudbältet som upptäcktes den 4 oktober 1989 av den belgiske astronomen Henri Debehogne vid La Silla-observatoriet.
Den tillhör asteroidgruppen Astraea.